# 395. Infanterie-Division (Wehrmacht)
La 395. Infanterie-Division, inizialmente nota come 521. Infanterie-Division fu una divisione dell'esercito tedesco attiva durante la seconda guerra mondiale; esistette come 521. Infanterie-Division da novembre 1939 a marzo 1940 e come 395. Infanterie-Division da marzo ad agosto 1940.

## Storia
521. Infanterie-Division
La divisione fu formata il 1º novembre 1939, nella Prussia Orientale utilizzando personale dell'ex Grenzschutz-Abschnitts-Kommando 15, venne poi riorganizzata nella 395. Infanterie-Division e ufficialmente sciolta il 18 marzo 1940.
395. Infanterie-Division
La divisione fu costituita il 16 marzo 1940, a Tilsit, in Prussia orientale, dalla riorganizzazione della 521. Infanterie-Division. Il 12 giugno 1940 fu formato l'Artillerie-Regiment 395, equipaggiato con i cannoni polacchi catturati. Dopo la fine della campagna di Francia e la resa francese, la formazione della divisione fu annullata, venne sciolta il 22 luglio 1940 e formò 7 battaglioni di guardie per la supervisione dei prigionieri di guerra.

## Ordine di battaglia
521. Infanterie-Division
- Grenzwach-Regiment 51
- Grenzwach-Regiment 61

395. Infanterie-Division
- Infanterie-Regiment 665
- Infanterie-Regiment 674
- Infanterie-Regiment 675
- Radfahr-Schwadron 395
- Nachrichten-Kompanie 395
- Divisions-Nachschubführer 395

## Comandanti
521. Infanterie-Division
- Generalleutnant Wolf Schede (15 novembre 1939 - 7 gennaio 1940)
- Generalleutnant Hans Stengel (7 gennaio 1940 - 16 marzo 1940)

395. Infanterie-Division
- Generalmajor Hans Stengel (16 marzo 1940 - 22 luglio 1940)